# 海珊·穆罕默德·艾爾沙德
侯赛因·穆罕默德·艾尔沙德（孟加拉语:হুসেইন মুহাম্মদ এরশাদ，1930年2月1日—2019年7月14日），孟加拉国前任總統。

## 生平
1930年2月1日，侯赛因·穆罕默德·艾尔沙德生于孟加拉国北部城市兰格普。1950年毕业于达卡大学。1966年毕业于基达指挥和参谋学院。
1975年8月，总统谢赫·拉赫曼遇刺身亡。1977年，齐亚·拉赫曼成为新总统，并任命艾尔沙德为陆军参谋长，授中将军衔。
1981年5月，当时的总统齊亞·拉赫曼被杀，他迅速采取军事行动稳定了局势。1982年3月，自任武装部队总司令。

### 总统时期
1983年12月，担任孟加拉国总统。
1986年10月，总统大选中获胜，继续担任总统。1987年获联合国人口基金奖。
1990年10月，孟加拉国发生骚乱，12月6日，艾尔沙德卸任总统。

### 去世
2019年7月14日首都達卡病逝，享壽89歲。